# Gonomyia (Leiponeura) tahitiensis
Gonomyia (Leiponeura) tahitiensis is een tweevleugelige uit de familie steltmuggen (Limoniidae). De soort komt voor in het Australaziatisch gebied.